# Жан Масе (станция метро)
«Жан Масе́» (фр. Jean Macé) — станция линии В Лионского метрополитена.

## Расположение
Станция расположена под площадью Жан Масе (фр. Place Jean Macé), вход осуществляется с неё же. В непосредственной близости от выхода со станции находятся также авеню Жан Жорес(фр. avenue Jean Jeaurès) и Бертло (фр. avenue Berthelot), улицы Пармантье (фр. rue Parmentier) и Профессёр Гриньяр (фр. rue Professeur Grignard) и ещё несколько более мелких улиц.

## Особенности
Станция открыта 14 сентября 1981 года в качестве конечной станции второй очереди линии B Лионского метрополитена от станции Гар Пар-Дьё — Вивье Мерль до станции Жан Масе, в этом качестве она оставалась до 4 сентября 2000 года, когда линия была продлена до станции Стад де Жерлан. Состоит из двух путей и двух боковых платформ. Пассажиропоток в 2006 году составил 305 068 чел./мес.
Станция была спроектирована архитекторами Рене Жембером (фр. René Gimbert) и Жаком Вержели (фр. Jacques Vergely) и украшена двумя мозаиками Жака Десеркля (фр. Jacques Decerle) под названием «Футбольный матч» и «Баскетбольный матч».

## Происхождение названия
Площадь, на которой расположена станция, получила имя Жана Масе (1815—1894) — французского преподавателя, издателя и политика, борца с клерикальным влиянием на образовательную систему.

## Достопримечательности
- Улица Юниверсите[фр.]
- Проспент Бертло[фр.]
- Лион-Жан Масе (вокзал)[фр.]
- Замок Ла-Мотт[фр.]
- Кинотеатр «Comœdia»[фр.] (здание 1914 года)
- Центр Бертло[фр.] — исследовательский центр, включающий в себя:
  - Центр истории сопротивления и депортации[фр.] — музей
  - Лионский институт политических исследований[фр.]

## Наземный транспорт
Со станции существует пересадка на следующие виды транспорта:

```
TER
 — вокзал пригородных поездов
```

  — трамвай

   — троллейбус

   — «главный» автобус

  — автобус

  — рабочий автобус